# Tafofòbia
La tafofòbia (del grec τάφος, tafos, 'tomba') és una fòbia o una por malaltissa a ser enterrat viu, és a dir, a ser declarat mort abans d'hora i enterrat en una tomba.

Aquesta fòbia provocà durant els segles XVIII i XIX la creació de taüts de seguretat, que incloïen mecanismes per avisar de l'error.